# Zhang Lu (peintre)
Dans ce nom chinois, le nom de famille, Zhang, précède le nom personnel.
Pour les articles homonymes, voir Zhang Lu et Zhang.
Zhang Lu ou Chang Lu ou Tchang Lou, surnom : Tianchi, nom de pinceau : Pingshan est un peintre chinois des XVe – XVIe siècles, originaire de Kaifeng Ville-préfecture de l'est de la province du Henan en Chine, il est né en 1461 et mort vers 1538.

## Biographie
Zhang Lu est un peintre de figures, de portraits, d'animaux, de paysages et de paysages animés, dessinateur. Ses figures sont peintes dans le style de Wu Wei et ses paysages dans le style de Dai Jin. Par période, il travaille souvent à la brosse sèche avec la même liberté que Wu Wei, puis il passe à une autre méthode pour y revenir par la suite en fonction du thème. Il est considéré comme un peintre de l'école du Zhejiang et fréquente, dit-on, les milieux lettrés, s'adonnant lui-même à la poésie.

## Style et technique
Les peintures de personnages de Wu Wei sont de deux styles différents — l'un méticuleux, l'autre vigoureux et libre — Plusieurs artistes adoptent des styles libres comparables à celui de Wu Wei, comme Zhang Lu, Jiang Song (v. 1500) et Wang Zhao (v. 1500). Dans son Retour hâtif avant la pluie, Zhang Lu utilise la technique de l'« encre éclaboussée » pour rendre les sombres sommets des montagnes; il peint à traits fougueux les forêts agitées par le vent, mettant le spectateur en présence d'une scène fascinante saisie juste avant l'orage.

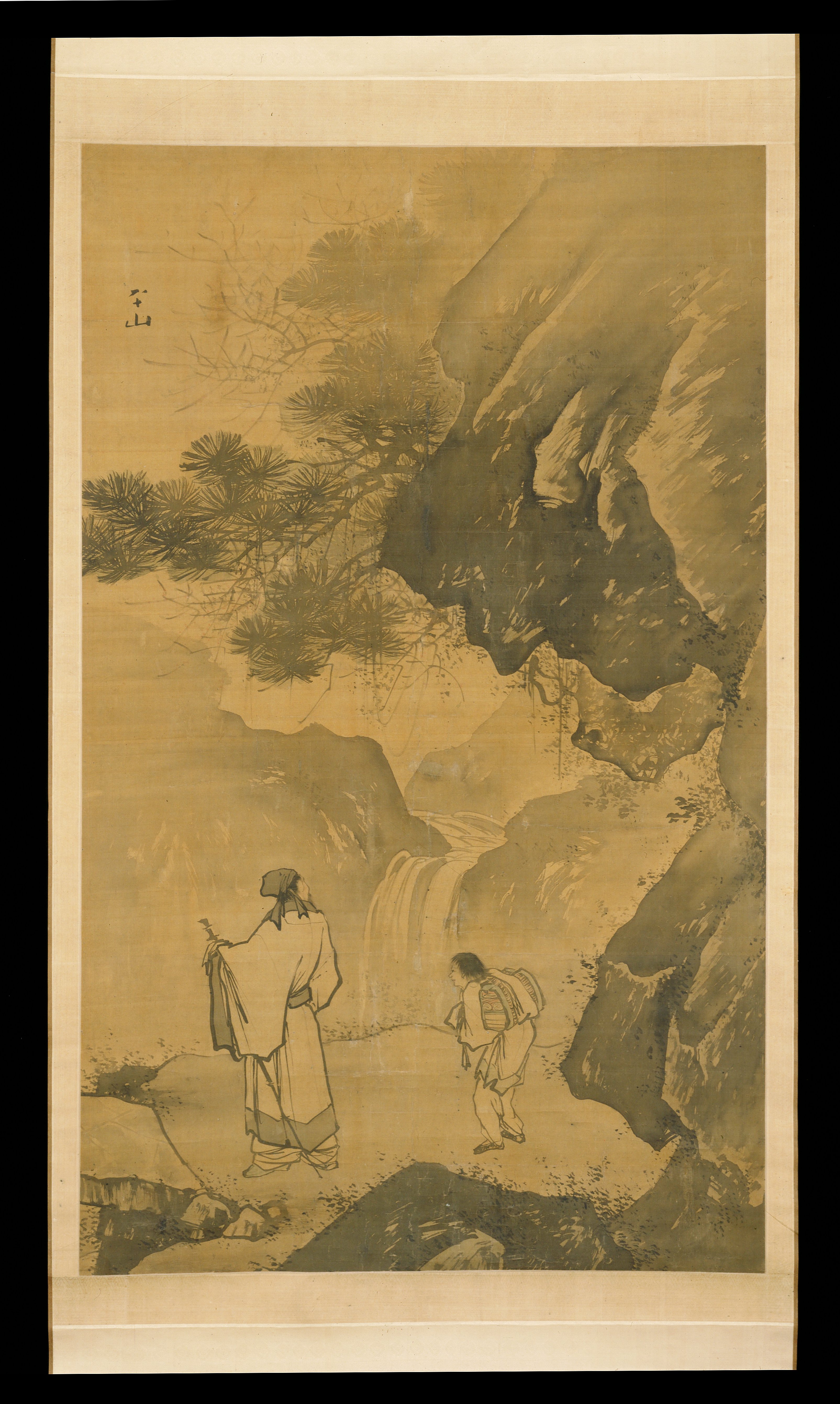
Un lettré contemple une chute d'eau.
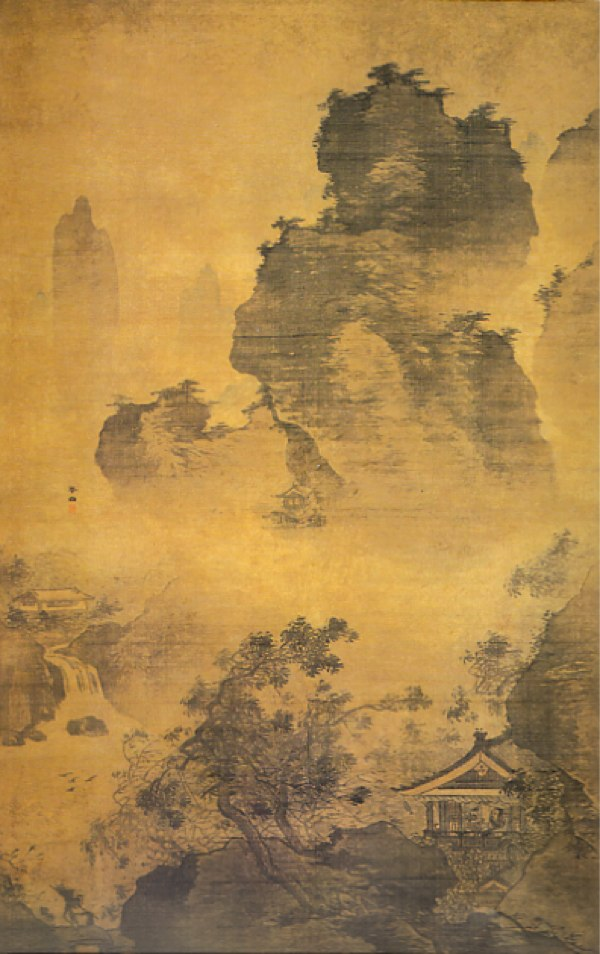
Retour hâtif avant la pluie.
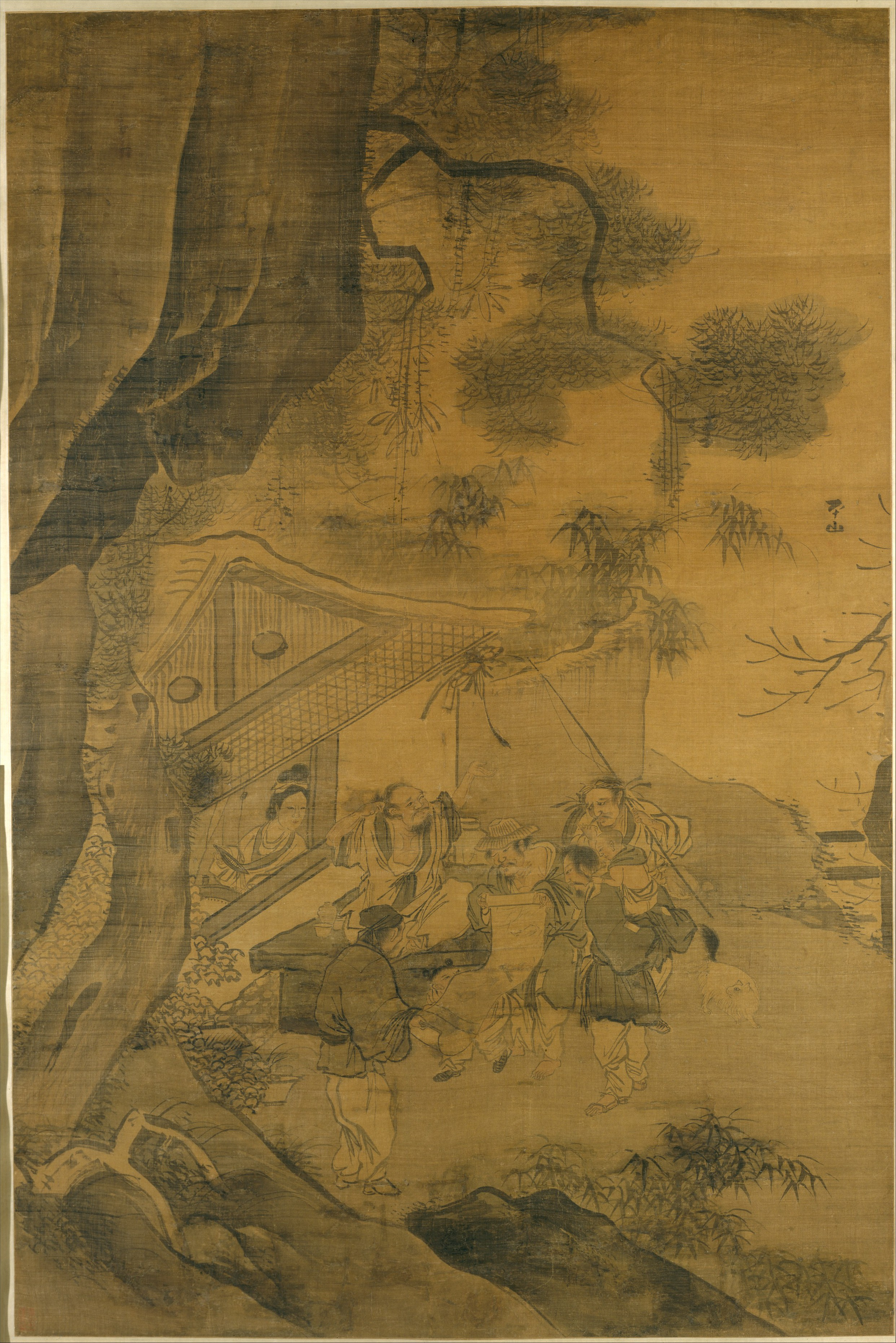
L'étude d'une peinture.
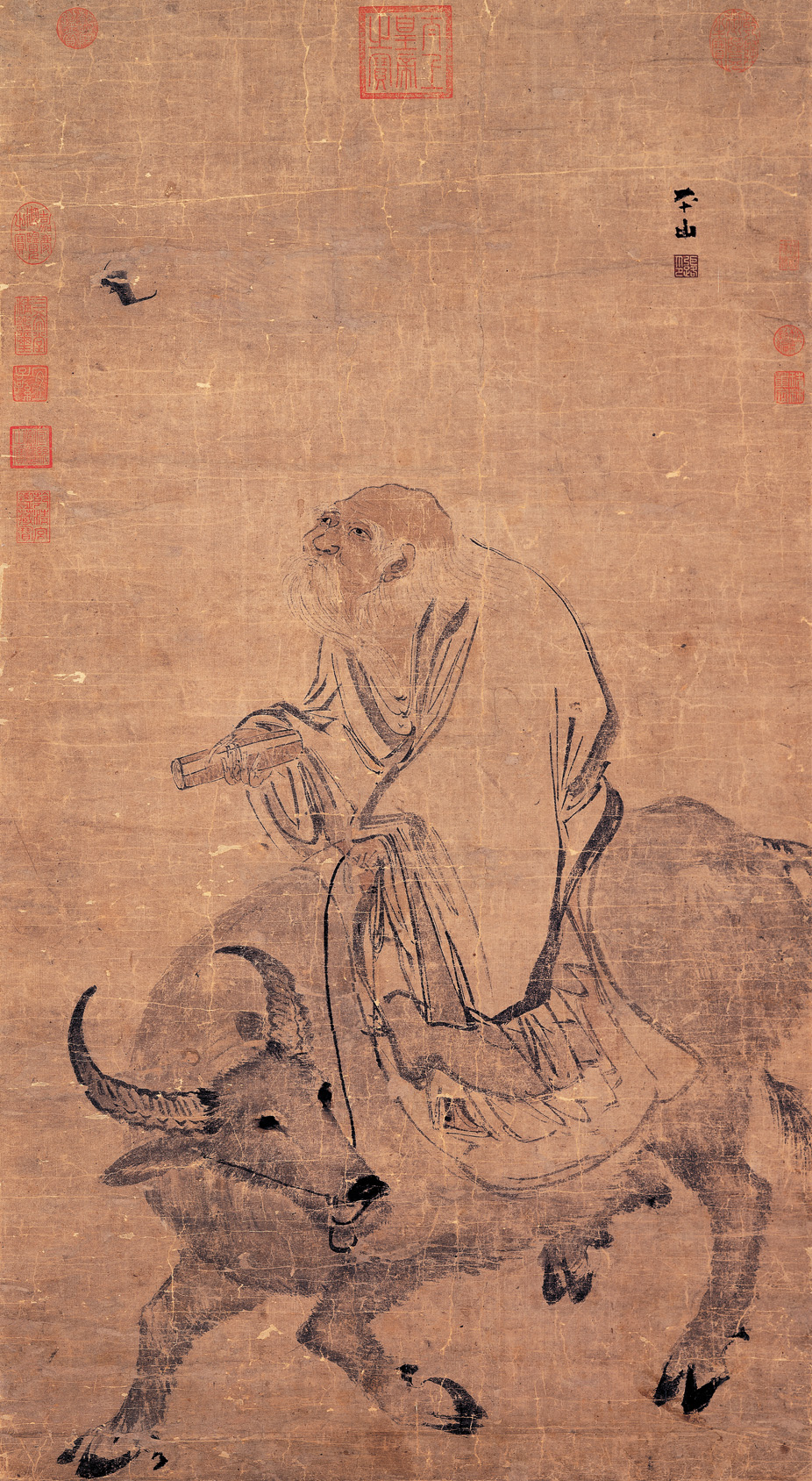
Lao Tseu sur un bœuf.

## Musées
- Pékin (Musée du palais impérial) :
  - Retour hâtif avant la pluie, rouleau mural, encre et couleur sur soie, dynastie des Ming. 183,5x110,5 centimètres.
- Taipei (Nat. Palace Mus.) :
  - Laozi sur un bœuf, encre et couleurs légères sur papier, rouleau en hauteur.
- Tianjin :
  - Personnages, couleurs légères sur papier, rouleau en hauteur.